# Алду Жералду Мануэл Монтейру
Алду Жералду Мануэл Монтейру (сокр. Каду) (порт. Aldo Geraldo Manuel Monteiro; 30 ноября 1994, Порту-Амбойм, Ангола) — ангольский футболист, вратарь клуба «Алверка».

## Клубная карьера
Каду приехал в Португалию в юношеские годы, поиграв за различные молодёжные клубы, присоединился к молодёжному составу «Порту». В 2009 году играл за «Падроэнсе», выступающий на тот момент во втором португальском дивизионе и являющимся фарм-клубом клубом «Порту».
Дебютный матч за «Порту» Каду провёл 12 мая 2012 года в игре регулярного чемпионата против «Риу Аве». На 83 минуте встречи основной вратарь «Порту» Рафаэль Бракали покинул поле, уступив место в воротах Каду. Молодой анголезец провёл на поле 9 минут, не пропустил за это время, а встреча закончилась со счетом (2:5) в пользу «Порту».